# 율리야 사비체바
율리야 스타니슬라보브나 사비체바(러시아어: Ю́лия Станисла́вовна Са́вичева)는 러시아의 가수이다. 2004년 터키 이스탄불에서 열린 유로비전 송 콘테스트에서 러시아 대표로 출전하였다.

## 생애
율리야는 쿠르간의 음악가 가정에서 1987년 2월 14일에 태어났다. 가정 배경 때문에 여러 러시아 작곡가와 음악 프로듀서들이 집에 자주 찾아왔다. 피아노 연주가였던 아버지가 작곡한 곡을 노래하면서 가수의 길을 걷기 시작하였다. 4살 때 최초로 무대에 올랐으며, 아가타 크리스티 공연에서 춤을 추었다. 이후 댄스 그룹에 참여하였고, 6살 때 모스크바로 이주하였다.
당시 자유 시간을 극장이나 레크리에이션 센터의 음악가들과 같이 보냈다. 이후 레크리에이션 센터의 신년 공연에서 주역을 맡았고, 볼룸 댄싱을 배우기 시작하였다. 학교 공부를 진행하면서 댄스 그룹 주바루시카에도 참여하였다.
L. 아자다노바는 잠재성을 확인하고 자신의 댄스 그룹에 초대하였다. 그 때부터 춤뿐만 아니라 노래를 시작하였다. 2001년 프로듀서 폴레이코가 모스크바에 있는 구세주 예수 성당의 신년 공연에서 주역을 맡아 주기를 요청하였다. 공연이 성공적으로 끝나서 다음 해에도 진행을 맡았다.
2003년 스타 팩토리 시즌 2가 시작되었고, 프로그램의 프로듀서 막심 파뎨프와는 1996년 백 보컬로 작업했을 때부터 알고 있었다. 비록 컨테스트의 일원으로 참가하였으나 준결승에서 탈락하였다. 당시 불렀던 노래들은 이후 앨범에 들어갔고, 이후 쇼의 호스트로 돌아온다.
2004년 3월 또 다른 컨테스트에 참가하였고, 같은 해 5월 유로비전 컨테스트에서 11위를 차지한 〈Believe Me〉를 불렀다. 같은 해에 첫 앨범 《비소코》가 나왔고, 곡의 절반 정도는 그룹 토탈의 이전 작곡가와 같이 작업하였다. 2005년 8월 〈Если в сердце живёт любовь〉를 작곡하였고, STS 채널의 프로그램 Don't Be Born Beautiful의 주제가로 사용되었다. 2006년 6월 아나스타샤 막시모바가 작곡한 노래가 대부분을 차지하는 앨범 《마그니트》를 발표하였다.
2007년 9월 일본 도쿄와 오사카에서 콘서트를 가졌고, 2008년 2월 앨범 《오리가미》를 발표하였다.

## 앨범 목록
- 《비소코》 (Высоко, 2005)
- 《에슬리 브 세르드체 지뵤트 류보비》 (Если В Сердце Живёт Любовь, 2005)
- 《마그니트》 (Магнит, 2006)

1. Привет
2. Отпусти
3. Если в сердце живёт любовь
4. Здравствуй, это я
5. Лёгкие
6. Мало
7. Виноград
8. Как твои дела
9. Я хочу в твои глаза
10. Седьмое небо
11. Если в сердце живёт любовь (NeoMaster remix)
12. Лёгкие (Navigator remix)
13. Седьмое небо (Andrei Harchenko remake)

- 《오리가미》 (Оригами, 2008)

1. Любовь-Москва
2. Выше звёзд
3. Никак
4. Ядерный взрыв
5. Зима
6. Половинка
7. Это судьба (duet with A. Makarsky)
8. Послезавтра
9. Кто-То Придумал Любовь
10. Пепел
11. Никак